# اناگتی

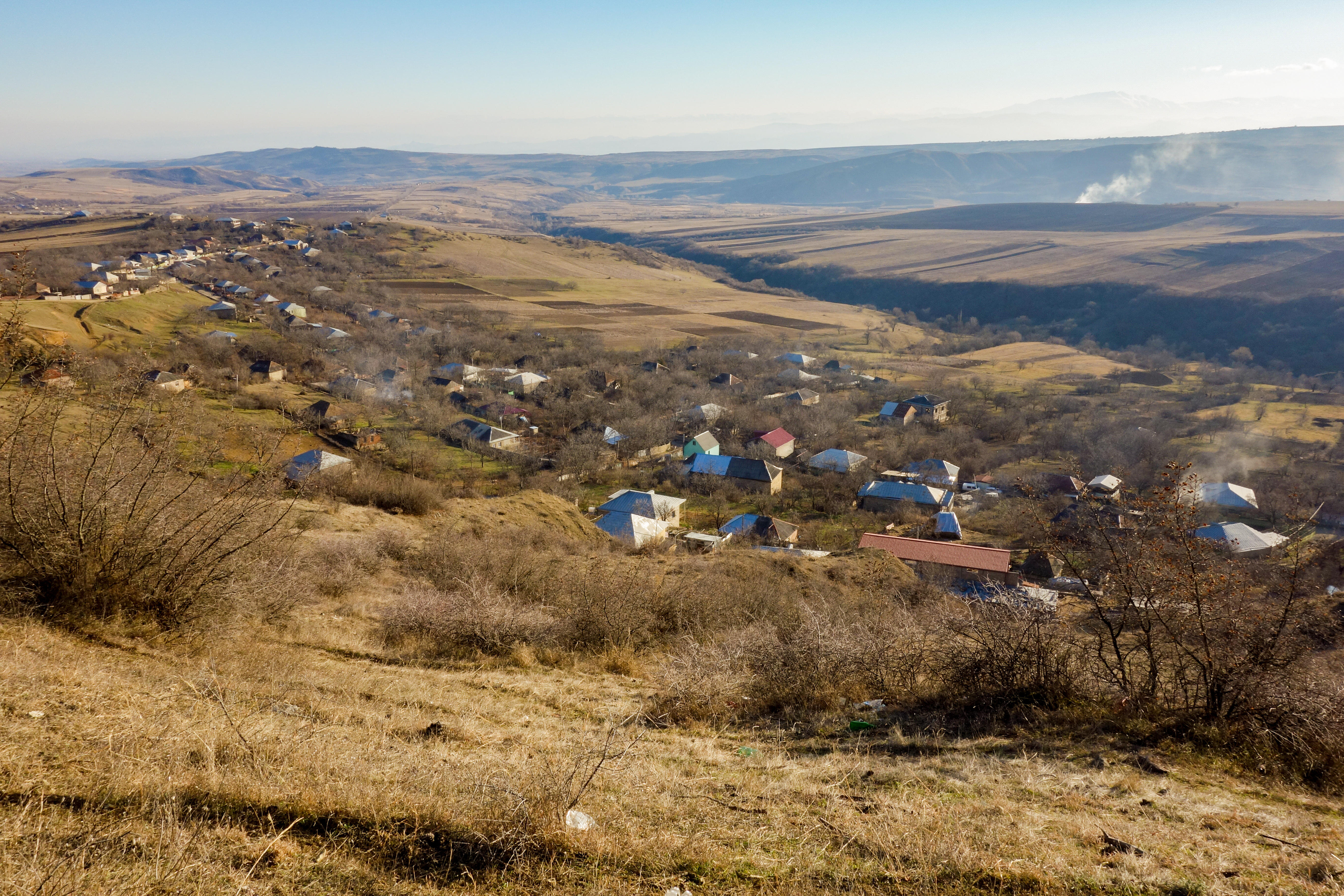
نمایی از اناگتی

اناگتی (گرجی: ენაგეთი) یک روستا در شهرداری تتری تسقارو در استان کومو کارتلی گرجستان است. این روستا در جنوب  کوهستان تریالتی جای دارد.